# دوبروش
دوبروش (به لاتین: Dobrush) یک شهر در بلاروس است که در منطقه گومل واقع شده‌است. دوبروش ۱۸٬۳۸۰ نفر جمعیت دارد.

## خواهرخوانده
شهر ایتیژان خواهرخواندهٔ دوبروش هست.